# Otto Langemeyer
Otto Langemeyer (* 20. März 1883 in Holzminden; † 21. Mai 1950 in Golmbach) war ein deutscher General der Flieger der Luftwaffe im Zweiten Weltkrieg.

## Leben

### Frühe Jahre und Erster Weltkrieg
Langemeyer trat am 11. Januar 1902 als Fahnenjunker in das 8. Westpreußische Infanterie-Regiment Nr. 175 der Preußischen Armee ein. Er avancierte bis Mitte Mai 1903 zum Leutnant und absolvierte im Frühjahr 1906 eine MG-Ausbildung bei der Gewehrfabrik Spandau. Nach einer kurzen Abkommandierung zum 1. Westpreußischen Pionier-Bataillon Nr. 17 im Juni 1907 kehrte Langemeyer zu seinem Stammregiment zurück und fungierte von September 1907 bis Ende September 1910 als Bataillonsadjutant und Gerichtsoffizier. Ende Mai 1912 stieg er zum Oberleutnant auf und absolvierte zur weiteren Ausbildung bis September 1913 die Kriegsakademie in Berlin. Während dieser Zeit war Langemeyer von Juli bis September 1911 zum 5. Badischen Feldartillerie-Regiment Nr. 76 sowie von Juli bis September 1913 zum Braunschweigischen Husaren-Regiment Nr. 17 kommandiert. Nach der Rückkehr zu seinem Stammregiment stieg Langemeyer zum Regimentsadjutant auf. In dieser Funktion war er über den Ausbruch des Ersten Weltkrieges bis zum 25. Juni 1915 tätig. Anschließend erfolgte seine Abkommandierung als Hauptmann in den Generalstab des III. Reserve-Korps. Von dort aus wechselte Langemeyer am 1. April 1916 in den Generalstab des Beskidenkorps über. Am 19. November 1916 erfolgte seine Abkommandierung in den Stab der 197. Infanterie-Division. Dort agierte Langemeyer vom 20. Mai bis 17. Juni 1917 zugleich als Bataillonsführer im Reserve-Infanterie-Regiment Nr. 273. Nachdem er bereits beide Klassen des Eisernen Kreuzes erhalten hatte, wurde ihm am 16. August 1917 das Ritterkreuz des Königlichen Hausordens von Hohenzollern mit Schwertern verliehen. Am 27. Dezember 1917 wechselte Langemeyer zum Stab der 214. Infanterie-Division über, wo er bis zum 16. Oktober 1918 auch verblieb. Anschließend erfolgte vom 17. Oktober 1918 über das Kriegsende hinaus bis 2. Januar 1919 seine Verwendung als Oberquartiermeister der 3. Armee.

### Zwischenkriegsjahre und Zweiter Weltkrieg
Vom 31. Januar bis 24. Oktober 1919 diente Langemeyer im Großen Generalstab in der Heeresfriedenskommission. Am 25. Oktober 1919 wurde Langemeyer zum Reichsinnenministerium abkommandiert, wo er bis Ende November 1919 bei der Sicherheitspolizei in Berlin diente. Am 30. November 1919 schied er aus der Reichswehr aus und trat am Folgetag, bei gleichzeitiger Ernennung zum Polizeimajor, der Polizei bei. Dort war er von Dezember 1919 bis Mitte April 1921 Kommandeur der Sicherheitspolizei in Braunschweig. Am 15. April 1921 schied Langemeyer aus dem Polizeidienst aus und kehrte in das Zivilleben zurück.
Zum 1. Juni 1936 kam Langemeyer zum Präsidium des Reichsluftschutzbundes, wo er bis zum 22. Mai 1936 als Gruppenleiter diente. Seine Probezeit als E-Offizier der Luftwaffe absolvierte er vom 23. Mai bis 13. September 1936 beim Luftkreis-Kommando II. Im Anschluss hieran diente Langemeyer als Ergänzungsoffizier, vom 14. September 1936 bis 17. Juni 1937 als Gruppenleiter im Reichsluftfahrtministerium (RLM). Die gleiche Funktion hatte er vom 18. Juni 1937 bis Ende Januar 1938 bei der 6. Abteilung im Generalstab der Luftwaffe inne sowie ferner von Februar 1938 bis Ende Januar 1939 beim Generalquartiermeister im RLM. Am 1. Februar 1939 wurde Langemeyer beim Generalquartiermeister Leiter der Abteilung 4. Am 1. März 1944 wurde er in die Führerreserve beim Oberkommando der Luftwaffe (OKL) versetzt, zwei Monate später zum General der Flieger befördert und schließlich schied Langemeyer am 31. Mai 1944 aus dem Wehrdienst aus. Eine weitere Verwendung bis Kriegsende erfolgte nicht mehr.